# Eparchie borisoglebská
Eparchie Borisoglebsk je eparchie ruské pravoslavné církve nacházející se v Rusku.

## Území a titul biskupa
Zahrnuje správní hranice území Anninského, Bobrovského, Borisoglebského, Buturlinovského, Gribanovského, Novochopjorského, Paninského, Povorinského, Talovského, Těrnovského a Ertilského rajónu Voroněžské oblasti.
Eparchiálnímu biskupovi náleží titul biskup borisoglebský a buturlinovský.

## Historie
Eparchie byla zřízena rozhodnutím Svatého synodu dne 26. prosince 2013 oddělením z voroněžské a borisoglebské eparchie. Stala se součástí voroněžské metropole.

## Seznam biskupů
- 2013–2016 Sergij (Fomin), dočasný administrátor
- od 2016 Sergij (Kopylov)